# Wahlkreis Edinburgh Western
| Edinburgh Western                      |
| -------------------------------------- |
| Edinburgh Western · Lothian            |
| Gebildet                               |
| 1999                                   |
| Abgeordneter                           |
| Alex Cole-Hamilton (Liberal Democrats) |
| Regionen                               |
| Edinburgh                              |

Edinburgh Western ist ein Wahlkreis für das Schottische Parlament. Er wurde 1999 unter der Bezeichnung Edinburgh West als einer von neun Wahlkreisen der Wahlregion Lothians eingeführt. Im Zuge der Revision der Wahlregionen im Jahre 2011 wurde die Region Lothians neu zugeschnitten und in Lothian umbenannt. Hierbei wurden auch die Grenzen von Edinburgh West neu gezogen und der Wahlkreis in Edinburgh Western umbenannt. Der Wahlkreis umfasst die westlichen Gebiete und Vororte von Edinburgh und entsendet einen Abgeordneten.
Der Wahlkreis erstreckt sich über eine Fläche von 81,2 km2. Im Jahre 2020 lebten 86.055 Personen innerhalb seiner Grenzen.

## Wahlergebnisse

### Parlamentswahl 1999
| Ergebnisse der Parlamentswahl 1999 | Ergebnisse der Parlamentswahl 1999 | Ergebnisse der Parlamentswahl 1999 | Ergebnisse der Parlamentswahl 1999 |
| Partei                             | Kandidat                           | Stimmen                            | %                                  |
| ---------------------------------- | ---------------------------------- | ---------------------------------- | ---------------------------------- |
| Liberal Democrats                  | Margaret Smith                     | 15.161                             | 36,5                               |
| Conservative                       | James Douglas-Hamilton             | 10.570                             | 25,4                               |
| Labour                             | Carol Fox                          | 8860                               | 21,3                               |
| SNP                                | Graham Sutherland                  | 6984                               | 16,8                               |

### Parlamentswahl 2003
| Ergebnisse der Parlamentswahl 2003 | Ergebnisse der Parlamentswahl 2003 | Ergebnisse der Parlamentswahl 2003 | Ergebnisse der Parlamentswahl 2003 | Ergebnisse der Parlamentswahl 2003 |
| Partei                             | Kandidat                           | Stimmen                            | %                                  | ±                                  |
| ---------------------------------- | ---------------------------------- | ---------------------------------- | ---------------------------------- | ---------------------------------- |
| Liberal Democrats                  | Margaret Smith                     | 14.434                             | 43,3                               | +6,8                               |
| Conservative                       | James Douglas-Hamilton             | 8520                               | 25,6                               | +0,2                               |
| Labour                             | Carol Fox                          | 5046                               | 15,2                               | −6,1                               |
| SNP                                | Alyn Smith                         | 4133                               | 12,4                               | −4,4                               |
| Socialist                          | Pat Smith                          | 993                                | 3,0                                | +3,0                               |
| Scottish Peoples Alliance          | Bruce Skivington                   | 175                                | 0,5                                | +0,5                               |
| Wahlbeteiligung: 33.301 (55,38 %)  |                                    |                                    |                                    |                                    |

### Parlamentswahl 2007
| Ergebnisse der Parlamentswahl 2007 | Ergebnisse der Parlamentswahl 2007 | Ergebnisse der Parlamentswahl 2007 | Ergebnisse der Parlamentswahl 2007 | Ergebnisse der Parlamentswahl 2007 |
| Partei                             | Kandidat                           | Stimmen                            | %                                  | ±                                  |
| ---------------------------------- | ---------------------------------- | ---------------------------------- | ---------------------------------- | ---------------------------------- |
| Liberal Democrats                  | Margaret Smith                     | 13.677                             | 39,4                               | −3,9                               |
| SNP                                | Sheena Cleland                     | 7791                               | 22,4                               | +10,0                              |
| Conservative                       | Gordon Lindhurst                   | 7361                               | 21,2                               | −4,4                               |
| Labour                             | Richard Meade                      | 5343                               | 15,4                               | +0,2                               |
| Parteilos                          | John Wilson                        | 580                                | 1,7                                | +1,7                               |
| Wahlbeteiligung: 34.752 (58,10 %)  |                                    |                                    |                                    |                                    |

### Parlamentswahl 2011
| Ergebnisse der Parlamentswahl 2011 | Ergebnisse der Parlamentswahl 2011 | Ergebnisse der Parlamentswahl 2011 | Ergebnisse der Parlamentswahl 2011 | Ergebnisse der Parlamentswahl 2011 |
| Partei                             | Kandidat                           | Stimmen                            | %                                  | ±                                  |
| ---------------------------------- | ---------------------------------- | ---------------------------------- | ---------------------------------- | ---------------------------------- |
| SNP                                | Colin Keir                         | 11.965                             | 35,8                               | +13,4                              |
| Liberal Democrats                  | Margaret Smith                     | 9276                               | 27,7                               | −11,7                              |
| Labour                             | Lesley Hinds                       | 7164                               | 21,4                               | +6,0                               |
| Conservative                       | Gordon Lindhurst                   | 5047                               | 15,1                               | −6,1                               |
| Wahlbeteiligung: 33.452 (59,38 %)  |                                    |                                    |                                    |                                    |

### Parlamentswahl 2016
| Ergebnisse der Parlamentswahl 2016 | Ergebnisse der Parlamentswahl 2016 | Ergebnisse der Parlamentswahl 2016 | Ergebnisse der Parlamentswahl 2016 | Ergebnisse der Parlamentswahl 2016 |
| Partei                             | Kandidat                           | Stimmen                            | %                                  | ±                                  |
| ---------------------------------- | ---------------------------------- | ---------------------------------- | ---------------------------------- | ---------------------------------- |
| Liberal Democrats                  | Alex Cole-Hamilton                 | 16.645                             | 41,9                               | +14,1                              |
| SNP                                | Toni Giugliano                     | 13.685                             | 34,4                               | −1,4                               |
| Conservative                       | Sandy Batho                        | 5.686                              | 14,3                               | −0,8                               |
| Labour                             | Cat Headley                        | 3.750                              | 9,4                                | −12,0                              |
| Wahlbeteiligung: 39.766 (64,5 %)   |                                    |                                    |                                    |                                    |

### Parlamentswahl 2021
| Ergebnisse der Parlamentswahl 2021 | Ergebnisse der Parlamentswahl 2021 | Ergebnisse der Parlamentswahl 2021 | Ergebnisse der Parlamentswahl 2021 | Ergebnisse der Parlamentswahl 2021 |
| Partei                             | Kandidat                           | Stimmen                            | %                                  | ±                                  |
| ---------------------------------- | ---------------------------------- | ---------------------------------- | ---------------------------------- | ---------------------------------- |
| Liberal Democrats                  | Alex Cole-Hamilton                 | 25.578                             | 54,7                               | +12,8                              |
| SNP                                | Sarah Masson                       | 15.693                             | 33,5                               | −0,9                               |
| Conservative                       | Sue Webber                         | 2.798                              | 6,0                                | −8,3                               |
| Labour                             | Margaret Graham                    | 2.515                              | 5,4                                | −4,0                               |
| Libertarian                        | Daniel Fraser                      | 201                                | 0,4                                | +0,4                               |
| Wahlbeteiligung: 71 %              |                                    |                                    |                                    |                                    |